# Hördinghausen
Hördinghausen ist einer der 17 Ortsteile der Gemeinde Bad Essen im Landkreis Osnabrück in Niedersachsen mit etwa 380 Einwohnern.

## Geographie
Hördinghausen liegt an der B 65 etwa fünf Kilometer östlich von Bad Essen und drei Kilometer nordwestlich von Preußisch Oldendorf.

## Geschichte
Hördinghausen wurde im Jahr 969 unter dem Namen Ordinchusen erstmals urkundlich erwähnt. Am 1. Dezember 1910 hatte der Ort 374 Einwohner. Am 1. Juli 1972 wurde die bis dahin als Teil des Landkreises Wittlage selbstständige Gemeinde im Zuge der Gebietsreform in die neue Gemeinde Bad Essen eingegliedert.